# Pietro Colonna (cardinale XIII secolo)
Pietro Colonna (Roma, 1260 – Avignone, 14 agosto 1326) è stato un cardinale italiano della Chiesa cattolica, nominato da papa Niccolò IV il 16 maggio 1288.
Era figlio di Giovanni e di una delle contesse dell'Anguillara, e fratello di Giacomo, detto "Sciarra", e di Stefano, "il Vecchio", nipoti del cardinale Giacomo Colonna.

## Biografia
Fu elevato al rango di cardinale della Chiesa cattolica da papa Niccolò IV il 16 maggio 1288, assumendo il titolo di diacono di Sant'Eustachio che tenne sino al 10 maggio 1297 quando venne deposto da papa Bonifacio VIII, appartenente alla famiglia dei Caetani, e rivale dei Colonna, in seguito alla dichiarata nullità che Pietro, suo zio Giacomo  e gli Spirituali Francescani, con il "manifesto di Lunghezza" fecero sulla sua elezione papale.
La reazione di Bonifacio VIII non si fece attendere, i due cardinali furono destituiti e in una bolla definiti "dannata stirpe e del loro dannato sangue" e costretti a trovare rifugio presso la corte di Filippo IV di Francia detto "il Bello" anch'egli in cattivi rapporti con il papato.
Si susseguirono il cosiddetto oltraggio di Anagni, cui seguì poco dopo la morte di Bonifacio VIII, e lo spostamento della sede papale ad Avignone, in Francia.
Qui Pietro Colonna fu reinstaurato il 2 febbraio 1306 da papa Clemente V e il 7 dicembre 1307 assunse il titolo cardinalizio di Sant'Angelo in Pescheria.
Morì ad Avignone il 14 agosto del 1326 e la sua salma, riportata a Roma, venne inumata nella Basilica Liberiana.
Nel suo testamento espresse la volontà della fondazione di un ospedale a Roma, che divenne lo storico Ospedale di San Giacomo in Augusta (o degli Incurabili), in onore a suo zio Giacomo Colonna.

## Conclavi
Durante il suo periodo di cardinalato Pietro Colonna partecipò ai conclavi:
- conclave del 1292-1294, che elesse papa Celestino V
- conclave del 1294, che elesse papa Bonifacio VIII
- conclave del 1314-1316, che elesse papa Giovanni XXII

Mancò invece ai conclavi:
- conclave del 1303, che elesse papa Benedetto XI
- conclave del 1304-1305, che elesse papa Clemente V

essendo stato deposto da papa Bonifacio VIII e non ancora titolare dei diritti elettivi nonostante la riabilitazione ricevuta da papa Benedetto XI.